# Шахова џамија
Шахова џамија (персијски: مسجد شاه), такође позната као Масџед Џаме Абаси или (Имамова џамија после Иранске револуције). Налази се у Исфахану у Ирану, на јужном делу Трга Накш-е Џахан. Изграђена је током сафавидског царства, по наређењу Абаса I Великог.
Сматра се једним од ремек дела персијске архитектуре и одличним примером те архитектуре из исламске ере. Регистрована је, заједно са Тргом Накш-е Џахан, као део светске баштине Унеска. Изградња џамије је започета 1611, а добила је сјај превасходно преко мозаика од седмобојних плочица и калиграфских натписа.
Џамија је приказана на полеђини иранске новчанице од 20.000 риала.

## Историја
Године 1598, када је Шах Абас одлучио да пресели престоницу Персијског царства из северозападног града Казвина у централни град Исфахан. Он је покренуо оно што ће постати један од највећих програма у Персијскојисторији; комплетно преуређење овог древног града. Изабрао централни град Исфахан, који је живео од реке Зајанде, који је веома плодна оаза усред огромне површине сушног пејзажа. Тиме је Шах Абас не само удаљио свој главни град од било каквих будућих напада од иранских непријатељски расположених суседа, Османског царства, већ је истовремено стекао већу контролу над Персијским заливом, који је тада постао важан трговачки пут за холандске и британске Источноиндијске компаније.
Главни архитекта овог колосалног задатка је Шејх Бахаи (Баха'ад-Дин ал-`Амили), који је фокусирао рад на две кључне карактеристике Шах Абасовог плана: Чахар Багх Авенија, окружена са обе стране свим истакнутим институцијама у граду, као што су резиденције свих страних достојанственика, и Трг Накш-е Џахан (Слика света). Пре Шаховог успона на власт, Персија се одликовала децентрализованом управом у којој су се различите институције бориле за превласт, укључујући и војску (Кизилбаш) и гувернере различитих провинција у царству. Шах Абас је желео да поткопа ову политичку структуру и поновно учини Исфахан главим градом Персије. Тиме је учинио важан корак ка централизовању власти. Генијалност трга, или Мајдана, састоји се у томе што ће његовом градњом, Шах Абас окупити три главне компоненте власти у Персији на једном месту; свештенство, које представља Масџед-е Шах, трговце, које представљају Царски Базар и, наравно, моћ самог Шаха, настањеног у палати Али Капу.
Најбитнији део овог пројекта био је Масџед-е Шах, који би заменио много старију Џаме џамију у вођењу молитве петком. Да би се то постигло, Масџед-е Шах је изграђена не само визионарски по својој величини, тиме што има највећи куполу у граду, већ је Шејх Бахаи планирао изградњу две верске школе и зимске џамије с обе стране зида. Због Шахове жеље да се зграда заврши током његовог живота, учињене су пропусти у изградњи. На пример, Шах је игнорисао упозорења од стране архитеката Абу'л Касима, о опасности од слегања у темељима џамије и наставио је са градњом. Испоставило се да је архитекта био у праву, јер је 1662. зграда била подвргнута великим поправкама. Такође, Персијанци су користили нову врсту плочица мозаика (седмобојне) који је и јефтинији и бржи, и који је на крају убрзао изградњу. Овај посао су изванредно урадили неки од најбољих мајстора у земљи, а цео посао је био под надзором главног калиграфа, Резе Абасија. На крају, завршне дораде на џамији су направљене крајем 1629, неколико месеци након смрти Шаха.
Такође, многи историчари су размишљали о необичној оријентацији Краљевског Трга (Мајдан). За разлику од већине објеката од значаја, овај трг није био окренут, kако треба, у правцу Меке, али приликом уласка у џамију, онај који улази, готово спонтано, прави полудесно скретање, што омогућава да преко главног предворја буде окренут Меки.

## Дизајн - стил четири ивана
Сафавиди су основали Шахову џамију као начин преко којег би могли да изразе своје бројне архитектонске технике. Стил четири ивана, савршен од стране династије Селџука наслеђен од стране династије Сафавида, чврсто је успоставио дворишну фасаду таквих џамија са веома високим пролазима са сваке стране, као важнију од саме зграде. Током владавине Селџука, док је исламски мистицизам био у порасту, а Персијанци били у потрази за новим типом архитектонског дизајна који би истакао ирански идентитет, створен је стил четири ивана. Персијанци су већ имали богато архитектонско наслеђе, а специфичан облик ивана је заправо узет из ранијег дизајна сасанидских палата, као што је Ардашир палата. Тиме је исламска архитектура доживела појаву новог бренда који се разликовао од хипостилског дизајна раних, арапских џамија, као што је Велика џамија у Дамаску. Стил четири ивана обично је исказан преко централног дворишта квадратног облика, са великим улазима са сваке стране, дајући утисак да су то пролази у духовни свет.
Налазећи на јавном тргу, или Мајдану, улазни Иван (капија) у џамију има облик полукруга, који подсећа на полумесец са удубљењем, и лука, високог 27 метара, уоквиреног тиркизним украсима и украшеног богатим плочицама од сталактита, што је посебна одлика персијске исламске архитектуре. На странама су два минарета, висока 42 метра, на чијем су врху лепо изрезбарени, дрвени балкони поплочани сталактитима. Главни краснописац Краљевског суда, Резе Абаси, је исписао датум почетка изградње и стихове у славу Мухамеда и Алија. У средини, испред улаза, стајао је мали базен и одмориште за коње, а унутра је била постављена велика мермерна посуда на пиједесталу како би верници пили свежу воду или лимунаду. Ова посуда и даље стоји као и пре четири стотине година, али више није у функцији обезбеђивања освежења за вернике на молитвама петком.
Приликом проласка кроз улазни портал, долази се до главног дворишта, у чијем се средишту налази велики базен. Ова два пролаза у виду ивана који се налазе са стране привлаче пажњу на главни улаз на другом крају, са минаретима и на узвишену куполу иза ње, са шареним орнаментима.
Препознатљива особина сваке џамије је минарет, а Масџед-е Шах их има четири. Ипак, на персијским џамијама, високи минарети су сматрани непогодним за позив на молитву, па би они додавали едикуле, познате у персијском као голдасти (букет), који у Масџед-е Шах стоји на врху западног ивана.

## Верски објекти
Унутар џамије, акустична својства и одрази на централну тачку под куполом су занимљиви за многе посетиоце, пошто су архитекте, приликом креирања куполе, омогућиле имаму да говори пригушеним гласом и да га и даље јасно чују сви унутар грађевине.
Михраб, велика мермерна таблета висока десет метара и широка три метра на југозападном зиду окренут је ка Меки. Изнад ње, Шахови људи су поставили дрвени ормар опточен златом. У њему се налазе два реликта: Кур'ан, за који се сматра да га је копирао Имам Реза, и крвави огртач имама Хусеина. Иако никада није приказан, за огртач се сматра да има магичне моћи; подигнут на крају копља на бојном пољу, верује се да би могао довести непријатеља до пораза.
Од главног дворишта, иван који је окренут ка истоку намењен је верској школи, медреси. На њему је натпис краснописца Мухаммад Риза Имамија који хвали четрнаест Беспрекорних (тј. Мухамед, Фатима и Дванаест Имама). Иван у западном углу води до још једне медресе и зимске џамије. У њеном приватном дворишту, може се наћи чувени сунчани сат , рад Шејха Бахаија.

## Купола
Као и иване, Персијанци су увели и куполе у исламски архитектонски дизајн. Најстарија таква грађевина је Велика џамија у Завареху, која датира из 1135. Персијанци су градили такве куполе вековима раније, а неки од најранијих познатих примера великих купола на свету се налазе у Ирану, као на пример Галех-Дохтар (Девојачка Палата). Дакле, Сафавидски муслимани су много позајмљивали од предисламског знања о изградњи купола, тј. употребе тромпа да се оствари транзиција од осмоугаоне структуре до кружне куполе. Да би прикрили прелазне зоне, Персијанци су градили богате мреже сталактита. Тако је и дошло до увођења ове карактеристике у персијским џамијама.
Ренесансу у персијској изградњи купола је иницирала династија Сафавида. Препознатљива одлика персијских купола, која их одваја од купола створених у хришћанском свету, или османским и монгулском царству, биле су шарене плочице којима су покривали спољашњост својих купола, али украшавали и унутрашњост. Оваквих купола је ускоро било на десетине у Исфахану у различитим нијансама плаве боје, која би доминирала панорамом града. Рефлектујући светлост Сунца, те куполе изгледале су као блистави тиркизни драгуљи и могли су их видети миљама удаљени путници који су се кретали Путем свиле кроз Персију. Достижући 53 метара у висину, купола на Масџед-е Шах је постала највиша у граду када је завршена 1629. године. Изграђена је као двослојна купола, са 14 метара простора између два слоја, лежећи на комори осмоугаоне купола.

## Уметност
Масџед-е Шах је огромна структура, за коју се сматра да садржи 18 милиона цигала и 475.000 плочица, што је Шаха коштало 60.000 томана. Она користи нови седмобојни стил плочица мозаика. У ранијим иранским џамијама плочице су прављене од керамичког мозаика, што је спор и скуп процес где су ситни комадићи једнобојних плочица сецкани и састављени да створе компликован дизајн. У плочицама од седам боја, занатлије су стављале све боје одједном, а затим испекле плочицу. Јефтинији и бржи, нови поступак дозволио је шири опсег боја које се користе, стварајући богатије обрасце, пријатније оку. Према Жан Шардену, због ниске влажности у ваздуху у Персији боје су биле много живље и контрасти између различитих боја много јачи него што је то био случај у Европи, где су боје плочица избледеле и изгубиле свој изглед. Ипак, већина савремених и модерних аутора сматрају рад на плочицама на Масџед-е Шах инфериорним и у квалитету и лепоти у односу на оне који покривају Лотфалах џамију, која је често прозивана, од стране савремених персијских историчара, као што су Искандар Мунши, као џамија велике чистоте и лепоте. Архитекте су такође користиле велику количину мермера, из мермерног каменолома у оближњем Ардестану. Током изградње, од улазног портала до главне зграде, нижих два метра, зидови су прекривени беж мермером, са лепо изрезбареним стубовима на свакој страни сваког пролаза и са урезаним натписима. Изнад овог нивоа почињу мозаик плочице које покривају остатак грађевине.
Улазни портал џамије је украшен најситнијом декорацијом плочица. У целости је декорисана у палети од седам боја (тамно персијско плава, светло турско плава, бела, црна, жута, зелена и бисквит). Широк натпис са религијским текстовима писаним белим сулус писмом, на тамно плавој позадини, окружује иван. Плочице у Маџјед-е Шаху су претежно плаве, осим у покривеним пространим просторима, које су касније обложени плочицама хладнијих, жућкасто-зелених тонова.
Окренут ка северу, портал џамије за Мајдан је обично под сенком, али пошто је обложен радијантним плочицама мозаика, он исијава претежно плавим светлом изузетно снажно. Орнаменти на структурама су потпуно традиционални, јер представљају класичне иранске мотиве плодности и ефикасности. У оквиру симетричне аркада и балансираних ивана, прегршт је бескрајних таласа компликоване арабеске у златно-жутој и тамно плавој боји, који благосиља гледаоца унутрашњим миром.

## Архитекта
Архитекта џамије је наводно Акбар Исфахани.

## Димензије
Порт џамије је висок 27 метара, крунисан са два минарета висока 42 метра. Џамија је окружена са четири ивана и аркаде. Сви зидови су украшени седмобојним мозаиком. Највеличанственији иван џамије је онај окренут према Кибли висок 33 метра. Иза овог ивана је простор који је покривен највећом куполом у граду високом 52 метра. Купола је двослојна. Цела грађевина је димензија 100×130 метара, са централним двориштем димензија 70×70 метара.

## Фото галерија
- Џамија ноћу
- Фасада улазне аркаде
- Унутрашњост главне зграде
- Ентеријер куполе
- Необична оријентација Мајдана

## Панорамски поглед
- 360-и степен погледа на џамију и Трг Накш-е Џахан, ноћу